# Ксав'є Меллері
Ксав'є Меллері (Xavier Mellery; 9 серпня 1845, Лакен, Брюссель, Бельгія — 4 лютого 1921, там же) — визначний бельгійський художник-символіст.

## Життя і творчість
Ксав'є Меллері народився в сім'ї садівника, який працював у Королівському палаці Лакена. Живопису навчався у брюссельській Академії витончених мистецтв (1860—67), в тому числі у професора Жана-Франсуа Портеля. 
У 1870 році Меллері здобув бельгійську «Велику Римську премію» і наступного (1871) року проїздом через Німеччину поїхав до Італії, щоб вивчати мистецтво доби Ренесансу. Перебуваючи у Венеції, молодий художник відкрив для себе Карпаччо, в Римі — античні статуї та Сикстинську капелу.
Повернувшись до Бельгії, Меллері отримав замовлення від Шарля де Костера на ілюстрування творів останнього і, задля його виконання, спеціально вирушив на голландський острів Маркен, де у 2-й половині XIX століття ще зберігалися старовинні традиції, звичаї, народний одяг. Про творчість Меллері цього часу нагадує його сухий, строгий, майже експресіоністський стиль.
Після 1885 року художник цікавився настінним живописом і алегоричними полотнами в стилі Пюві де Шаванна. Меллері входить до арт-групи «ХХ» і виставляє свої роботи в салоні Salon de la Rosenkreuzer / Rose-Croix. Його мрією було прикрасити нудні, офіційні та урядові будівлі Брюсселя своїми фресками, однак здійснити цей задум не вдалося. Розчарований, художник повернувся до станкового живопису та писав твори, сповнені утаємничості та поетизування. Меллері назвав серії цих робіт «Життя речей» і «Душа речей».
Як предтеча символізму, Ксав'є Меллері був наставником і натхненником творчості Фернана Кнопфа.

## Галерея робіт

«Осінь» (1893)
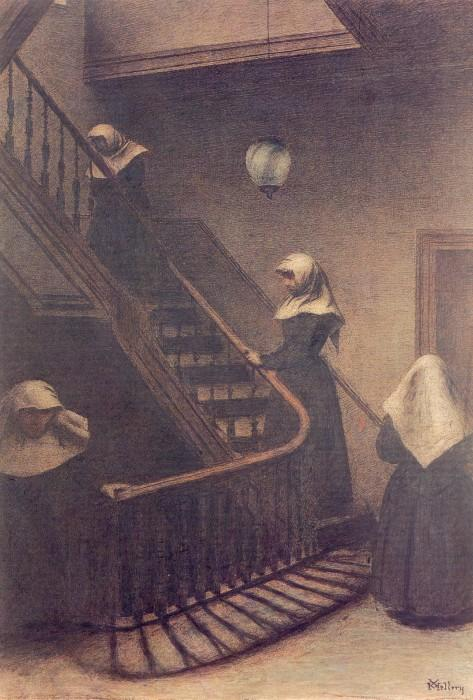
«Після вечірньої молитви» (бл. 1910)
«Арт-грані на землі і на небі»
«Безсмертя»